# National Socialistisk Arbejder Parti
National Socialistisk Arbejder Parti (NSAP) var et dansk politisk parti, som blev stiftet den 31. oktober 1935 af Aage H. Andersen, der tidligere samme år havde været folketingskandidat for nazistpartiet DNSAP. Her blev han dog senere smidt ud for sit rabiate syn på jødespørgsmålet.
Et af de ledende medlemmer af partiet var Olga Eggers, som var medredaktør på partiets blad, Kamptegnet. Partiet indledte i 1941 et samarbejde med DNSAP. Den 31. oktober 1941 ophørte partiet reelt, da de ledende medlemmer gik over i det nyoprettede Dansk Antijødisk Liga.